# Tschechoslowakische Badmintonmeisterschaft 1972
Die Tschechoslowakische Badmintonmeisterschaft 1972 fand im Frühjahr 1972 in Prag statt.

## Finalergebnisse
| Disziplin    | Sieger                             | Finalist                        | Ergebnis            |
| ------------ | ---------------------------------- | ------------------------------- | ------------------- |
| Herreneinzel | Miroslav Kokojan                   | Ladislav Šrámek                 | 15-9, 10-15, 15-3   |
| Dameneinzel  | Irena Pátková                      | Jaroslava Krahulcová            | 8-11, 11-8, 11-5    |
| Herrendoppel | Ivan Bareš Alois Patěk             | Zbyněk Schwarz Miroslav Kokojan | 15-4, 15-8          |
| Damendoppel  | Irena Pátková Jaroslava Krahulcová | Taťána Pravdová Olga Zrnová     | 15-10, 13-15, 15-10 |
| Mixed        | Alois Patěk Jaroslava Krahulcová   | Ivan Bareš Jitka Čejková        | 2-15, 15-3, 15-4    |